# 季莫希诺市镇
季莫希诺市镇（俄语：Тимошинское муниципальное образование）是俄罗斯联邦伊尔库茨克州日加洛沃区所属的一个市镇。其下辖有个居民点，行政中心为季莫希诺。据2016年统计，该市镇的人口为212人。